# Bodtjärnen (Bräcke socken, Jämtland, vid Stugusjöbodarna)
Bodtjärnen är en sjö i Bräcke kommun i Jämtland och ingår i Ljungans huvudavrinningsområde.